# Loganville (Wisconsin)
Loganville es una villa ubicada en el condado de Sauk en el estado estadounidense de Wisconsin. En el Censo de 2010 tenía una población de 300 habitantes y una densidad poblacional de 461,48 personas por km².

## Geografía
Loganville se encuentra ubicada en las coordenadas 43°26′13″N 90°2′15″O / 43.43694, -90.03750. Según la Oficina del Censo de los Estados Unidos, Loganville tiene una superficie total de 0.65 km², de la cual 0.64 km² corresponden a tierra firme y (1.99%) 0.01 km² es agua.

## Demografía
Según el censo de 2010, había 300 personas residiendo en Loganville. La densidad de población era de 461,48 hab./km². De los 300 habitantes, Loganville estaba compuesto por el 98% blancos, el 0.33% eran afroamericanos, el 0.33% eran amerindios, el 0% eran asiáticos, el 0.33% eran isleños del Pacífico, el 0.33% eran de otras razas y el 0.67% pertenecían a dos o más razas. Del total de la población el 1.33% eran hispanos o latinos de cualquier raza.